# Condado de Bryan (Georgia)
El condado de Bryan es un condado del estado de Georgia, Estados Unidos. Tiene una población estimada, a mediados de 2024, de 51 105 habitantes.
La sede del condado es Pembroke.

## Geografía
Según la Oficina del Censo, el condado tiene una superficie total de 1157 km², de los cuales 1133 km² corresponden a tierra firme y 44 km² están cubiertos de agua.

### Condados adyacentes
- Condado de Effingham (norte)
- Condado de Chatham (noreste)
- Condado de Liberty (sur)
- Condado de Evans (oeste)
- Condado de Bulloch (noroeste)

## Demografía

### Censo de 2020
Según el censo de 2020, en ese momento el condado tenía una población de 44 738 habitantes. La densidad de población era de 40 hab./km². Había 16 703 unidades habitacionales, lo que implicaba una densidad de 15/km².      
| Raza                   | Núm.   | Porc.   |
| ---------------------- | ------ | ------- |
| Blancos                | 32 217 | 72.01%  |
| Afroamericanos         | 6486   | 14.50%  |
| Amerinidos             | 140    | 0.31%   |
| Asiáticos              | 1060   | 2.37%   |
| Isleños del Pacífico   | 53     | 0.12%   |
| De otras razas         | 987    | 2.21%   |
| De una mezcla de razas | 3795   | 8.48%   |
| Total                  | 44 738 | 100.00% |

Del total de la población, el 7.31% eran hispanos o latinos de cualquier raza.

### Estimación 2019-2023
De acuerdo con la estimación 2019-2023 de la Oficina del Censo, los ingresos medios de los hogares del condado son de $94 234 y los ingresos medios de las familias son de $107 886. Alrededor del 7.2% de la población está por debajo de la línea de pobreza nacional.

## Comunidades

### Ciudades
- Pembroke
- Richmond Hill

### Lugares designados por el censo (census-designated places,CDP)
- Buckhead

### Localidades
- Ellabell